# Marcel Rigout
Marcel Rigout (ur. 10 maja 1928 w Verneuil-sur-Vienne, zm. 23 sierpnia 2014 w Limoges) – francuski polityk, długoletni działacz Francuskiej Partii Komunistycznej, deputowany i minister.

## Życiorys
Z zawodu robotnik, pracował jako murarz i w przemyśle metalurgicznym, odbył też szkolenie w zawodzie tokarza. Od połowy lat 40. związany ze środowiskiem komunistów w Limoges. W 1948 ukończył szkołę partyjną prowadzoną przez PCF. Od 1951 etatowy działacz partii komunistycznej, był członkiem kierownictwa młodzieżówki UJRF. W 1956 wszedł w skład sekretariatu PCF w departamencie Haute-Vienne, w 1959 objął dyrektorskie stanowisko w partyjnej gazecie „L’Écho du Centre”, które zajmował do 1987. Od 1961 członek władz centralnych komunistów.
Od 1967 do 1968, od 1973 do 1981 i od 1986 do 1988 wykonywał mandat deputowanego do Zgromadzenia Narodowego III, V, VI, VII, VIII kadencji. W latach 1970–2001 wchodził w skład rady departamentu Haute-Vienne. Od czerwca 1981 do lipca 1984 był ministrem szkoleń zawodowych w drugim i trzecim rządzie premiera Pierre’a Mauroy. W 1987 odszedł z komitetu centralnego i stanowiska w gazecie. W 1990 wystąpił z PCF, później współtworzył ugrupowanie Alternative démocratie socialisme.